# Balasamudram
Balasamudram é uma panchayat (vila) no distrito de Dindigul , no estado indiano de Tamil Nadu.

## Demografia
Segundo o censo de 2001,  Balasamudram  tinha uma população de 12,281 habitantes. Os indivíduos do sexo masculino constituem 51% da população e os do sexo feminino 49%. Balasamudram tem uma taxa de literacia de 53%, inferior à média nacional de 59.5%; com 61% para o sexo masculino e 39% para o sexo feminino. 10% da população está abaixo dos 6 anos de idade.